# Dębina (Wieluń)
Pour les articles homonymes, voir Dębina.
Dębina est une localité polonaise de la gmina d'Osjaków, située dans le powiat de Wieluń en voïvodie de Łódź.